# Gigantes del Estado de México
Los Gigantes del Estado de México fue un equipo que participó en la Liga Nacional de Baloncesto Profesional con sede en Toluca, Estado de México, México. 

## Historia
Los Gigantes del Estado de México debutaron en la temporada 2012-2013 en la LNBP, y tomaron el lugar que dejaron vacante los Volcanes del Estado de México.

## Jugadores

### Roster actual
Actualizado al 21 de marzo de 2016.
"Temporada 2015-2016"
| Gigantes del Estado de México Roster 2015-2016 |    |                           |                                          |
| C U E R P O T É C N I C O                      |    |                           |                                          |
| Entrenador                                     |    | Bandera de México         | Jorge Francisco Manuel Toussaint Beltrán |
| Asistente                                      |    | Bandera de México         | Eduardo Pliego Orihuela                  |
| J U G A D O R E S                              |    |                           |                                          |
| Base                                           | 3  | Bandera de México         | Glenn Keith Stokes Hernández             |
| Base                                           | 6  | Bandera de México         | Robert James Rodríguez                   |
| Escolta                                        | 7  | Bandera de México         | Eder Zúñiga Hernández                    |
| Alero                                          | 10 | Bandera de Estados Unidos | Emmanuel Xavier Lee Little               |
| Alero                                          | 12 | Bandera de México         | Jesús Alberto González Martínez          |
| Base                                           | 13 | Bandera de Estados Unidos | Edward Richard Basden                    |
| Pívot                                          | 14 | Bandera de México         | Rubén Uzziel Regalado Corral             |
| Alero                                          | 15 | Bandera de México         | David Sánchez García                     |
| Base                                           | 18 | Bandera de México         | Carlos Manuel Toussaint López            |
| Alero                                          | 20 | Bandera de México         | Jorge Damián Torres Barrueta             |
| Ala-pívot / Pívot                              | 23 | Bandera de México         | Trevor Ellis Flores                      |
| Pívot                                          | 36 | Bandera de Estados Unidos | James Leon Williams                      |
| Ala-pívot                                      | 42 | Bandera de México         | Sergio Lugo Bautista                     |
| Ala-pívot / Pívot                              | 55 | Bandera de México         | Edgar Garibay Padilla                    |
| = Capitán                                      |    |                           |                                          |

### Jugadores destacados
- Jermaine Johnson "La Bestia".